# 哈巴山马先蒿哈巴山亚种
哈巴山马先蒿哈巴山亚种（学名：Pedicularis habachanensis sp. habachanensis）为玄参科马先蒿属下的一个亚种。

## 扩展阅读
- 維基物種上的相關：哈巴山马先蒿哈巴山亚种